# تجفيف المحاصيل

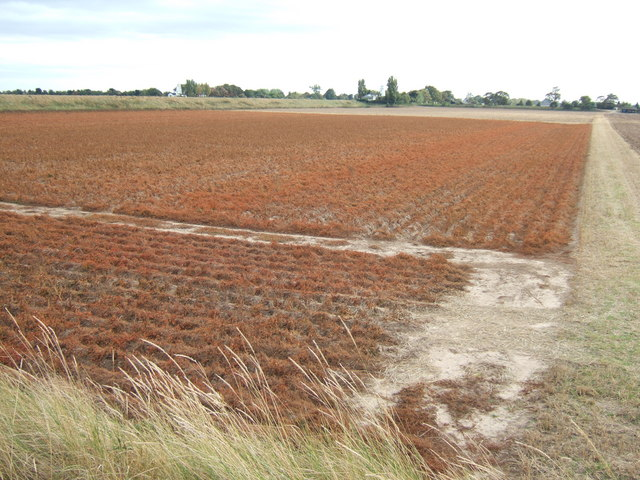
نباتات البطاطس المجففة قبل الحصاد

تجفيف المحاصيل (بالإنجليزية: Crop desiccation)‏ قبل الحصاد هو أحد طرق الحفظ التي يستخدم فيها عامل خارجي لتسريع الحصول على المحاصيل قبل الحصاد مباشرة. في الزراعة، يطلق مصطلح مادة مجفِّفة على العامل الذي يعزز الجفاف، وبالتالي فإن العوامل المستخدمة ليست مجففات كيميائية، بل هي مبيدات أعشاب و/أو مواد تقطير مجففة تستخدم لتسريع عملية تجفيف أنسجة النبات بشكل مصطنع. يُمارس تجفيف المحاصيل من خلال استخدام مبيدات الأعشاب في جميع أنحاء العالم على مجموعة متنوعة من المحاصيل الغذائية وغير الغذائية.

## الاستخدامات
يمكن أن يؤدي تجفيف المحاصيل إلى تحسين كفاءة واقتصاديات الحصاد الميكانيكي. في محاصيل الحبوب مثل القمح والشعير والشوفان، لا يتعين زرع المحاصيل المجففة بشكل موحد (تجفيفها وتجفيفها) قبل الحصاد، ولكن يمكن قطعها بسهولة وحصادها. هذا يوفر على المزارع الوقت والمال، وهو أمر مهم في المناطق الشمالية حيث موسم الزراعة قصير. في المحاصيل غير الغذائية مثل القطن، قد يكون الاعتماد على الصقيع الطبيعي متأخرًا جدًا ليكون فعالًا في بعض المناطق. وبالتالي فإن الأوراق المتبقية على نبات القطن سوف تتداخل مع الحصادات الميكانيكية وتلطيخ القطن الأبيض مما يؤدي إلى انخفاض درجة الجودة؛ مبيدات الأعشاب التي تسبب تساقط الأوراق والجفاف تقلل من هذه المشاكل.
يمكن أن يحسن التجفيف تجانس المحصول. قد يصحح نمو المحاصيل غير المتكافئ الذي يمثل مشكلة في المناخات الشمالية، أثناء الصيف الرطب، أو عندما تكون مكافحة الحشائش ضعيفة. النباتات التي وصلت بشكل طبيعي إلى نهاية نضجها يمكن أن تختلط بالنباتات في مراحل مبكرة من النمو؛ الجفاف الخاضع للرقابة يسوي ذلك. يؤدي هذا أيضًا إلى زيادة توحيد المحتوى الرطوبي في الحبوب، مما له فوائد اقتصادية إيجابية في تخزين الحبوب وسعر الحبوب.
يمكن للجفاف أن يعزز نضج المحصول. مع قصب السكر، على سبيل المثال، يؤدي استخدام الغليفوسات إلى زيادة تركيز السكروز قبل الحصاد. مع الحبوب، على سبيل المثال، نتيجة لتوحيد نبات المحاصيل كما هو مذكور أعلاه، يمكن جعل نضج الحبوب أكثر اتساقًا من خلال نفس العملية.
وقد تم الاستشهاد بالعديد من المزايا الإضافية للجفاف: يمكن القيام بعملية الحصاد في وقت مبكر. يقلل التجفيف من المواد الخضراء في الحصاد مما يقلل من الضغط على آلات الحصاد.
من أمثلة المحاصيل التي قد تتعرض للجفاف قبل الحصاد ما يلي:
- الحبوب / الحبوب مثل الشعير والشوفان والأرز والذرة الرفيعة (الدخن) والقمح
- الكتان
- قطن
- البقوليات بما في ذلك الفاصوليا (الشائعة، الفول، الحمص، إلخ)، العدس، البازلاء، وفول الصويا
- الذرة (الذرة)
- خردل
- البذور الزيتية مثل الكانولا وبذر الكتان وبذور اللفت والقرطم وعباد الشمس وفول الصويا
- البطاطس
- قصب السكر
- دوار الشمس

## العوامل النشطة
في المصطلحات الزراعية، ينقسم التجفيف إلى مجموعتين متميزتين: «المجففات الحقيقية» ومبيدات الأعشاب النظامية قبل الحصاد. المجففات الحقيقية ليست مجففات كيميائية، بل هي مبيدات أعشاب ملامسة تقتل فقط أجزاء النبات التي تلمسها. إنها تحفز موت النبات / تساقط أوراقه بسرعة ويحدث الجفاف في غضون أيام قليلة. لا توفر المجففات الحقيقية في كثير من الأحيان تحكمًا جيدًا في الحشائش لأن قتل النمو العلوي فقط قد يسمح للنباتات بإعادة النمو مرة أخرى. في المقابل، يتم امتصاص مبيدات الأعشاب الجهازية عن طريق أوراق الشجر أو الجذور ويتم نقلها إلى أجزاء أخرى من النبات. إنها تسمم عملية التمثيل الغذائي في جميع أنحاء النبات وبالتالي تكون العملية أبطأ، حيث تموت وتجف لمدة تصل إلى أسبوعين.

### «المجففات الحقيقية»
معظم هذه الأنواع من مبيدات الأعشاب التلامسية عبارة عن مواد معطلة لأغشية الخلية والتي تكون إما «مثبطات PPO» أو «مثبطات النظام الضوئي الأول». تحتوي الخلايا النباتية على البلاستيدات الخضراء، والتي تحتوي على مركب إنزيم البروتوبورفيرينوجين أوكسيديز (PPO). تقوم مثبطات PPO بتسمم هذا الإنزيم، مما يؤدي إلى تراكم البروتوبورفيرين IX (بروتو). عادةً ما يوجد Proto بكميات منخفضة جدًا، ولكن عندما يكون هناك الكثير من Proto، فإنه يتفاعل مع الضوء لتكوين جذور الأكسجين المفردة (1 O 2). تتفاعل هذه مع الأحماض الدهنية للأغشية، مما يؤدي إلى اضطراب سلامة الأغشية وتسرب محتويات الخلايا. سرعان ما تبدأ النباتات في الذبول وتجف بسرعة في الشمس. يمكن أن تحترق النباتات في غضون ساعات من التعرض لهذه المبيدات. في المقابل، تعمل مثبطات النظام الضوئي 1 مثل ديكوات والباراكوات عن طريق دخول الخلايا النباتية وتحويل الإلكترونات على الفور بعيدًا عن سلسلة التمثيل الضوئي، مما يؤدي إلى تسمم عملية التمثيل الضوئي. بالإضافة إلى ذلك، تتشكل جذور الهيدروكسيل (• OH) التي تتفاعل مع الأحماض الدهنية للأغشية، مما يتسبب في تمزق الأغشية، والتسرب، وذبول النبات، والجفاف في الشمس.

### المجففات الجهازية (الغليفوسات)
الغليفوسات (Roundup®) هو مبيد أعشاب جهازي رئيسي يستخدم قبل الحصاد لتجفيف مجموعة متنوعة من المحاصيل. كمبيد أعشاب جهازي، فهو ليس مجففاً حقيقياً لأنه قد يستغرق أسابيع بدلاً من أيام حتى يموت المحصول ويجف بعد التطبيق.
يعمل الجليفوسات عن طريق تسميم مسار شيكيمات الموجود في النباتات والكائنات الحية الدقيقة ولكن ليس في الحيوانات. على وجه التحديد، فإنه يثبط إنزيم سينسيز EPSP المطلوب للنباتات لصنع أحماض أمينية معينة. بدون هذه، ينهار التمثيل الغذائي في النبات. بالإضافة إلى ذلك، يتراكم شيكيمات في أنسجة النبات ويحول الطاقة والموارد بعيدًا عن العمليات الأخرى، مما يؤدي في النهاية إلى قتل النبات على مدى أيام إلى أسابيع.
في المملكة المتحدة، بدأ استخدام الغليفوسات في محاصيل القمح في ثمانينيات القرن الماضي للسيطرة على الحشائش المعمرة مثل الأريكة المشتركة والتي كانت فعالة جدًا وتعني أن بذر المحصول التالي يمكن أن يحدث في وقت أقرب. زاد الاستخدام كمساعدات للحصاد في المملكة المتحدة بعد إدخال مبيدات الفطريات الستروبيلورين التي تطيل عمر الأوراق، وبحلول عام 2002، تمت معالجة 12% من محاصيل القمح في المملكة المتحدة بهذه الطريقة.
يعد توقيت التطبيق أمرًا بالغ الأهمية حيث يجب أن يكون المحتوى الرطوبي للحبوب أقل من 30% حتى لا يتأثر محصول المحصول ولتقليل امتصاص الحبوب للغليفوسات. قد يتأثر المحصول وتزداد المخلفات إذا تم إجراء التطبيقات في حقول غير متساوية تحتوي فيها بعض المناطق على نسبة رطوبة تزيد عن 30٪. على الرغم من استخدامه في المحاصيل الخالية من الأعشاب الضارة والتي تنضج بشكل متساوٍ بهدف تقليل محتوى رطوبة الحبوب بسرعة أكبر لتسريع الحصاد، إلا أن هناك فائدة قليلة أو معدومة في القيام بذلك.
يختلف تطبيق الغليفوسات بين المناطق والبلدان بشكل كبير. في أمريكا الشمالية، على سبيل المثال، يعد استخدامه على محاصيل القمح غير شائع في الولايات المتحدة ولكنه أكثر شيوعًا في كندا التي تتمتع بمناخ أكثر برودة وموسم نمو أقصر. في المملكة المتحدة، حيث يكون الصيف رطبًا وقد تنضج المحاصيل بشكل غير متساوٍ، يتم تجفيف 78% من بذور اللفت الزيتية قبل الحصاد، ولكن 4% فقط في ألمانيا.

## أسئلة حول الممارسة
وقد أثيرت بقايا مبيدات الأعشاب في الطعام كمصدر للقلق. يتم تنظيم كميات المخلفات بواسطة الدستور الغذائي لمنظمة الأغذية والزراعة للأمم المتحدة.
في يوليو 2013، حظرت النمسا استخدام الغليفوسات قبل الحصاد مستشهدة بالمبدأ الوقائي. في أبريل 2015، أعلن أحد مشتري الشوفان في غرب كندا رفضه استخدام الشوفان الذي استخدم فيه الغليفوسات قبل الحصاد.
تم العثور على الغليفوسات في 5-15% من عينات محاصيل الحبوب التي تم اختبارها في المملكة المتحدة بين عامي 2000 و2004، على الرغم من عدم تجاوز الحد الأقصى لمستوى المخلفات البالغ 20 ملغم / كغم. وجدت دراسة استقصائية للقمح البريطاني في 2006-2008 مستويات متوسطة من 0.05-0.22 مجم / كجم بحد أقصى 1.2 ملغم / كغم.